# Dermatonotus muelleri
Dermatonotus muelleri är en groddjursart som först beskrevs av Oskar Boettger 1885.  Dermatonotus muelleri ingår i släktet Dermatonotus och familjen Microhylidae. IUCN kategoriserar arten globalt som livskraftig. Inga underarter finns listade i Catalogue of Life.